# Cat Osterman

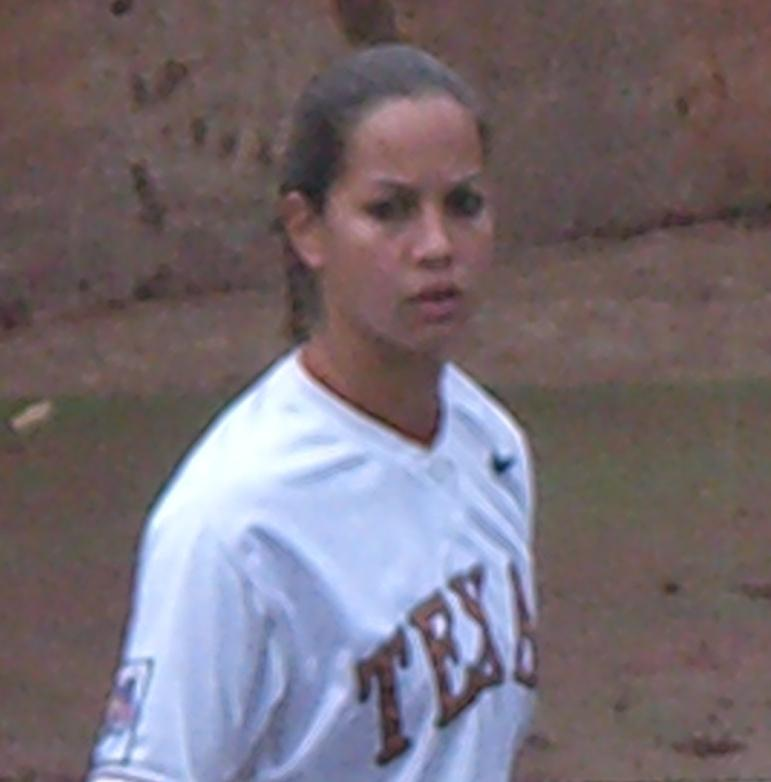
Cat Osterman en la Serie Mundial Femenina del NCAA en 2006.

Catherine Leigh "Cat" Osterman (16 de abril de 1983) es una deportista estadounidense y fue una de las lanzadoras en el equipo estadounidense de sóftbol de los Estados Unidos el cual ganó una medalla de oro en los Juegos olímpicos de Atenas 2004.
Ella empezó a jugar sóftbol en primer grado antes de dejar de jugar fútbol y baloncesto. Osterman encontró su camino de regreso al diamante en quinto grado, cuando fue llenada como una lanzadora suplente para un equipo de pequeñas ligas. Osterman terminó su carrera en el 2006 en la Universidad de Texas en Austin, donde fue una lanzadora titular para los juegos largos desde el 2002.
Osterman celebró el récord de carrera de strikeouts de la División I de la NCAA con más de 2265 ponchados en sus cuatro años de carrera, superada por Monica Abbott el 6 de mayo de 2007, pero Osterman sigue siendo la líder de todos los tiempos para strikeouts por 7 innings en la NCAA, 14.34 (pero ella pichó menos innings que Abbott). Osterman también actualmente sostiene el récord del Big 12 como 25 premios de lanzadora de la semana y el récord de Big 12 con cuatro premios de lanzadora de la semana. Osterman lanzó un total de 20 no-hitters de carrera de la NCAA y 10 juegos de la NCAA carrera perfecta.
- Datos: Q2941581